# Lymantria umbrifera
Lymantria umbrifera is een vlinder uit de familie van de spinneruilen (Erebidae), onderfamilie donsvlinders (Lymantriinae). De wetenschappelijke naam van de soort is voor het eerst geldig gepubliceerd in 1910 door Wileman.
Het mannetje heeft een voorvleugellengte van 18 tot 21 millimeter, het vrouwtje van 21 tot 26 millimeter. 
De soort komt voor in China en Taiwan. De vliegtijd in China is in april en mei en later in het jaar in augustus en september, in Taiwan in augustus en september en later in het jaar in november tot januari.